# Мискет сандански
Мискет сандански е бял винен сорт грозде. Селектиран е в България чрез кръстосването на сортовете Широка мелнишка лоза, Тамянка и Каберне совиньон, утвърден като нов сорт през 1979 г.
Лозите се отличават със силен растеж. Технологичната зрелост на гроздето настъпва през второто десетдневие на септември.
Гроздът е средно голям (240 г.), цилиндрично-коничен. Зърната са средно едри (1,8 г.), овални. Кожицата е дебела, жълто-зелена, с характерни точици. Консистенцията е сочна, със силен мискетов аромат.
Гроздето е с 25,9% захарност, със сравнително висока киселинност (7.3 г/л), което е от голямо значение за приготвянето на висококачествени десертни и десертно-сладки мискетови вина, отличаващи се с пълнота и пивкост.